# Meitō
Meitō (jap. 名東区 Meitō-ku) – jedna z 16 dzielnic Nagoi, stolicy prefektury Aichi. Dzielnica została założona 1 lutego 1975 roku przez wydzielenie części dzielnicy Chikusa. Położona we wschodniej części miasta. Graniczy z dzielnicami: Moriyama, Chikusa i Tempaku, a także miastami Nisshin i Nagakute.
Na terenie dzielnicy znajduje się uczelnia Aichi Tōhō University.